# Winter-Asienspiele 2011/Shorttrack
Bei den Winter-Asienspielen 2011 in Astana wurden die Wettbewerbe im Shorttrack zwischen dem 31. Januar und dem 2. Februar 2011 im Saryarka Velodrome ausgetragen.

## Medaillengewinner

### Medaillenspiegel
| Rang   | Land                | Gold | Silber | Bronze | Gesamt |
| ------ | ------------------- | ---- | ------ | ------ | ------ |
| 1      | Südkorea            | 4    | 4      | 1      | 9      |
| 2      | Volksrepublik China | 4    | 1      | 2      | 7      |
| 3      | Japan               | 0    | 3      | 3      | 6      |
| 4      | Kasachstan          | 0    | 0      | 2      | 2      |
| Gesamt | Gesamt              | 8    | 8      | 8      | 24     |

### Männer
| Disziplin      | Gold                                                                   | Silber                                                                | Bronze |
| -------------- | ---------------------------------------------------------------------- | --------------------------------------------------------------------- | --- |
| 500 m          | Liang Wenhao Volksrepublik China                                       | Takahiro Fujimoto Japan                                               | Ryōsuke Sakazume Japan                                                                                     |
| 1000 m         | Song Weilong Volksrepublik China                                       | Daisuke Uemura Japan                                                  | Sung Si-bak Südkorea                                                                                       |
| 1500 m         | Noh Jin-kyu Südkorea                                                   | Um Cheon-ho Südkorea                                                  | Liu Xianwei Volksrepublik China                                                                            |
| 5000-m-Staffel | Südkorea Lee Ho-suk Noh Jin-kyu Sung Si-bak Kim Byeong-jun Um Cheon-ho | Japan Yūzō Takamidō Daisuke Uemura Ryōsuke Sakazume Takahiro Fujimoto | Kasachstan Aidar Beqschanow Artur Sultangaliyev Nurbergen Schumaghasijew Absal Äschghalijew Fedor Andreyev |

### Frauen
| Disziplin      | Gold                                                                      | Silber                                                                       | Bronze                                                                |
| -------------- | ------------------------------------------------------------------------- | ---------------------------------------------------------------------------- | --------------------------------------------------------------------- |
| 500 m          | Liu Qiuhong Volksrepublik China                                           | Fan Kexin Volksrepublik China                                                | Yui Sakai Japan                                                       |
| 1000 m         | Park Seung-hi Südkorea                                                    | Cho Ha-ri Südkorea                                                           | Liu Qiuhong Volksrepublik China                                       |
| 1500 m         | Cho Ha-ri Südkorea                                                        | Park Seung-hi Südkorea                                                       | Biba Sakurai Japan                                                    |
| 3000-m-Staffel | Volksrepublik China Zhou Yang Liu Quihong Fan Kexin Zhang Hui Zhao Nannan | Südkorea Park Seung-hi Cho Ha-ri Yang Shin-young Hwang Hyung-sun Kim Dam-min | Kasachstan Inna Simonowa Xeniya Motova Darya Volokitina Anna Samarina |